# Тер-Аракельянц, Владимир Аракелович
Владимир Аракелович Тер-Аракельянц (род. 11 апреля 1958, Ростов-на-Дону) ― протоиерей Русской православной церкви. Кандидат технических наук, кандидат богословия, доктор философских наук.

## Биография
Родился 11 апреля 1958 года в Ростове-на-Дону. В 1983 году окончил Ростовский институт инженеров железнодорожного транспорта по специальности инженер-механик, после чего там же преподавал на кафедре охраны труда. Поступил в аспирантуру в Ростовский институт сельскохозяйственного машиностроения, в 1989 году защитил диссертацию на соискание степени кандидата технических наук.
В начале 1990-х годов решил на время оставить науку и уйти в церковь, передав недописанную докторскую диссертацию коллеге. Его трёхмесячный ребёнок заболел тяжелым инфекционным заболеванием, и по прогнозам врачей надежды на выздоровление почти не было. Однако жене Владимира, Ирине, приснился сон, в котором ей явилась Богородица и сказала, чтобы муж пошёл в церковь и поставил свечи перед её ликом. Владимир сразу же начал регулярно ходить в церковь, а ребёнок выздоровел.
Был рукоположён во диаконы, а затем ― в иереи в 1991 году. В 2002 году патриархом Алексием II был возведён в сан протоиерея.
В 1991 году некоторое время служил штатным клириком в соборе Рождества Пресвятой Богородицы. С 1991 по 1997 год служил настоятелем церкви Георгия Победоносца в селе Сандата. В 1997―2002 гг.― снова штатный клирик в соборе Рождества Пресвятой Богородицы. В 1994―1997 гг. и с 2002 года и по сей день ― настоятель церкви Георгия Победоносца в Ростове-на-Дону.
В 2000 году окончил Московскую духовную академию. В 2001 году защитил кандидатскую диссертацию по богословию на тему «Патристическая оценка учения Эпикура о Боге, мире и человеке».
В 2010 году начал обучение в аспирантуре Южного федерального университета, в 2012 защитил кандидатскую диссертацию по философии. В 2010―2015 гг. ― доцент кафедры «Философия религии и религиоведения» в ЮФУ. В 2012―2016 гг. проректор по научной работе Донской духовной семинарии. С 2016 года ― заведующий кафедрой «Православная культура и теология» в Донском государственном техническом университете.
В 2017 году стал первым священником в России, который защитил докторскую диссертацию по философии.